# David Sweeney
David Ross Sweeney (* 25. Mai 1960 in Boston, Vereinigte Staaten; † 16. September 2021 in Atlanta, Vereinigte Staaten) war ein kanadischer Regattasegler.

## Werdegang
David Sweeney lernte mit seinem Bruder Brian das Segeln auf dem Stoney Lake in Ontario, wo die Familie ein Ferienhaus besaß. Die Brüder traten dem örtlichen Segelverein bei und starteten bei den Olympischen Spielen 1984 in Los Angeles in der Regatta mit dem Tornado. Das Brüderpaar belegte den neunten Platz. Bei den Olympischen Spielen 1988 und 1992 startete David Sweeney mit Kevin Smith und wurde 1988 Zehnter und 1992 Fünfter. Seine einzige internationale Medaille gewann Sweeney bei den Panamerikanischen Spielen 1999 mit dem Hobie 16.
David Sweeney schloss 1984 ein Studium an der Queen’s University in Kingston ab und promovierte 1997 in Boston am New England College of Optometry in Optometrie. Während seiner Studienzeit in Boston lernte er seine spätere Ehefrau Rachael Catherine Read kennen, mit der er in Atlanta 2001 eine gemeinsame Praxis, die auf sehbehinderte Personen spezialisiert war, eröffnete.